# Heinreichs (Gemeinde Pölla)
Heinreichs ist seit dem 1. Jänner 1964 eine unbewohnte Katastralgemeinde von Pölla in Niederösterreich. mit einer Grundfläche von 157,4 Hektar. Um den Truppenübungsplatz Döllersheim anlegen zu können, wurden ab 1938 die Bewohner ausgesiedelt.

## Geschichte und Beschreibung
Heinreichs war ein Straßen- und Angerdorf an der Straße von Döllersheim nach Neupölla im Tal des Kleinmottner Bachs.
Durch die um 1311 erfolgte Eintragung eines Lehens in Heinreichs im Rentenbuch des Stifts Zwettl wird der Ort erstmals urkundlich erwähnt. Im 13. Jahrhundert war Heinreichs Sitz eines Rittergeschlechts. So scheint etwa in den Jahren 1258 und 1265 ein Herbordus de Heinriches als Zeuge auf Urkunden des Stifts Zwettl auf. Als deren Nachfolger waren zwischen 1371 und 1456 die Prantner hier nachweisbar. Nach mehreren Besitzerwechseln wurde der Edelsitz zu Beginn des Dreißigjährigen Kriegs schwer beschädigt. Neun Lehen und drei Höfe im Ort verödeten.
1655 erwarb Johann Franz Freiherr von Lamberg das am Rausmanns zugewandten Ortsende gelegene Anwesen und ließ ein stattliches Schloss errichten, welches vermutlich ebenfalls dem Brand von Heinreichs im Jahr 1803 zum Opfer fiel. An seiner Stelle wurde später ein einfacher Meierhof errichtet.
Im Jahr 1825 wurde die Ortskapelle von Heinreichs errichtet, die von der Pfarre Döllersheim betreut wurde.
Nach der Aufhebung der Grundherrschaft vereinigten sich 1850 Heinrichs, Kleinmotten, Strones, Waldreichs, Zierings und Ottenstein zur Gemeinde Heinreichs.
Seit 1650 wurden die Kirchenbücher für Geburten und ab 1654 auch jene für Trauungen und Todesfälle von der Pfarre Döllersheim geführt.
Um den Truppenübungsplatz Döllersheim errichten zu können, wurde der Bevölkerung von Heinreichs bis zum 1. April 1939 Zeit gegeben, den aus 43 Häusern bestehenden Ort zu verlassen.
Während des Zweiten Weltkrieges befand sich in Heinreichs ein Arbeitslager für Kriegsgefangene, das als Teil des STALAG XVII C auch unter den Namen Teillager Heinreichs geführt wurde. Die genaue Lage ist unklar.